# Pieter Willem Sebes

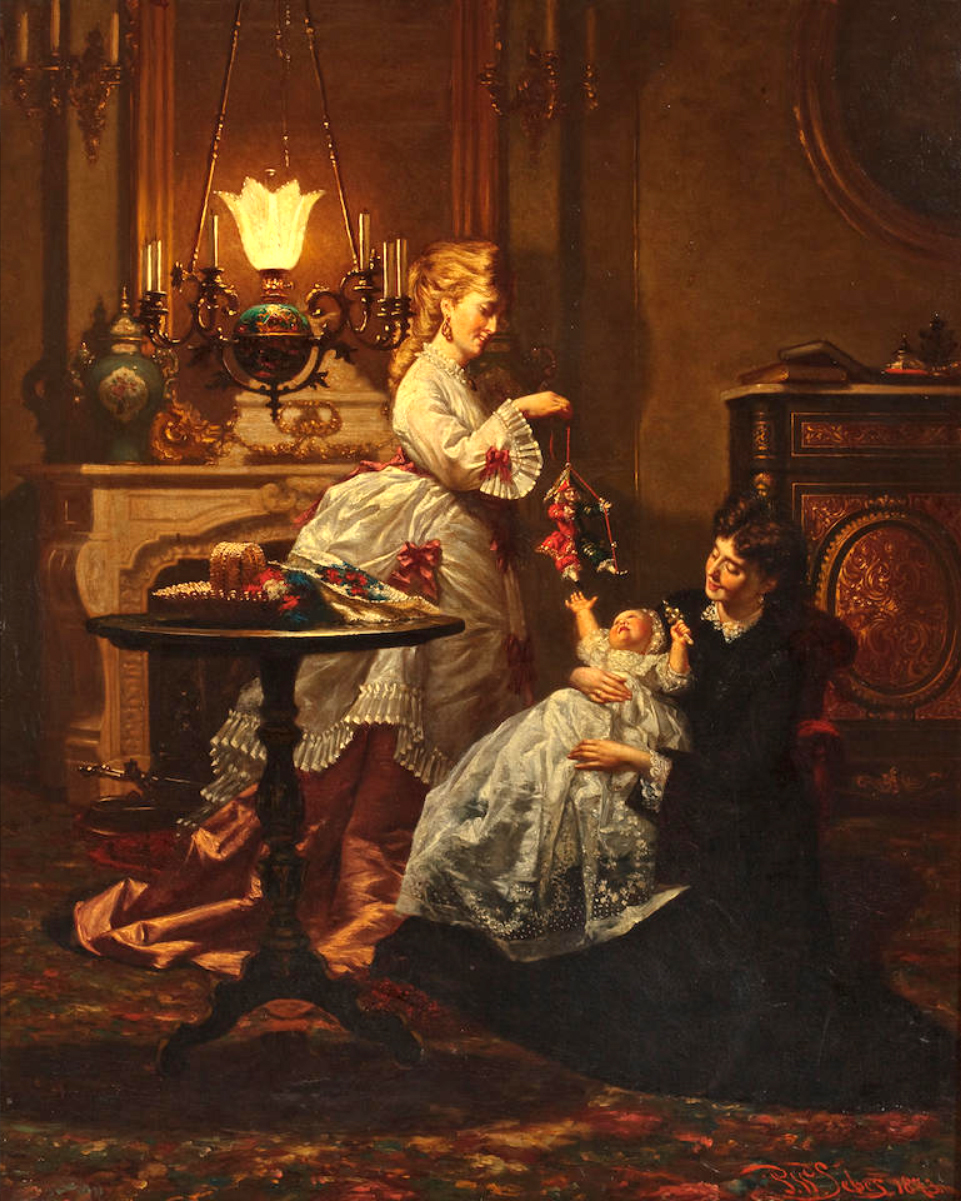
Unterhaltung eines Babys

Pieter Willem Sebes (* 12. November 1827 in Harlingen; † 14. April 1906 in Amsterdam) war ein niederländischer Genre- und Porträtmaler. 
Sebes begann seine Malerlehre beim Jurjen de Jong (1807–1890) in Harlingen und studierte weiter ab 1850 an der Koninklijke Academie voor Schone Kunsten van Antwerpen.  
Während seines Lebens wechselte er mehrmals seinen Aufenthaltsort: Den Haag von 1852 bis 1853, Harlingen 1854 bis 1858, Brüssel 1858 bis 1862, Harlingen 1863, Leeuwarden 1863 bis 1865, Brüssel 1866 bis 1881, Amsterdam 1881 bis 1896, Baarn 1896 bis 1903, dann in Amsterdam. 
Er malte Genrebilder und Porträts, kopierte auch alte Gemälde. Viele Genrebilder stellten Szenen in Abendstunden bei stimmungsvollem Lampenlicht dar.
Er nahm an Ausstellungen in Amsterdam, Antwerpen, Rotterdam, Brüssel, Den Haag und Leeuwarden teil. 